# MusikTriennale Köln
Die MusikTriennale Köln war eines der größten Musikfestivals, das Klassik, Jazz und Weltmusik miteinander verbindet. Es fand alle drei Jahre in der Domstadt in diversen Spielstätten statt und brachte in dieser Zeit zahlreiche Musiker, Künstler und Ensembles aus dem klassischen Bereich und der freien Szene zusammen.

## MusikTriennale Köln 1994, 1997 und 2000
Eine musikalische Bilanz des Jahrhunderts wollten die MusikTriennale Köln 1994, 1997, 2000 ziehen, und dafür schufen die Gründer rund um den damaligen Intendanten der Kölner Philharmonie, Franz Xaver Ohnesorg, eine tragfähige Struktur: Mit dem WDR als Rundfunkveranstalter, dem Kulturdezernat der Stadt Köln und der damaligen Stiftung Kunst und Kultur des Landes Nordrhein-Westfalen (heute: Kunststiftung NRW) als Träger des Festivals gründete sich 1991 die MusikTriennale Köln GmbH als Tochter der KölnMusik GmbH (der Betreibergesellschaft der Kölner Philharmonie). Künstlerische Leitung der MusikTriennale Köln hatten Franz Xaver Ohnesorg, Renate Liesmann als Musikreferentin der Stadt, Heiner Müller-Adolphi als Hauptabteilungsleiter Musik des WDR, und Reiner Michalke, der Leiter der Kölner Jazzhaus-Initiative.
Mit dem Festival 2000 und in der Vorbereitung von 2004 formte sich die Künstlerische Leitung der MusikTriennale Köln neu: Unter der Gesamtleitung des damaligen Philharmonieintendanten Albin Hänseroth gestalteten Hans-Joachim Wagner als Musikreferent der Stadt Köln, Karl Karst als Programmchef von WDR 3 und weiterhin Reiner Michalke das Festivalprogramm.

## MusikTriennale Köln 2004
Mit der MusikTriennale Köln 2004 begann das 21. Jahrhundert mit einem Blick nach vorn und einem Blick zurück: Das Programm setzte unter dem Motto „Entdeckung Europa“ aktuelle Klänge in Bezug zu ihrer Tradition.
Vier Programmschwerpunkte prägten die MusikTriennale Köln 2004: Unerwartet erfolgreich war die große Retrospektive „Omaggio a Luigi Nono“. Mehr als die Hälfte des Gesamtschaffens Nonos wurde u. a. von vielen seiner Weggefährten in Köln zur Aufführung gebracht. Höhepunkt war die Kölner Erstaufführung der monumentalen Hörtragödie Prometeo in den Sartory-Sälen. Die europäische Musikszene präsentierte sich in der Reihe „Kontinent Klang“ in großen Orchesterkonzerten. Die Orchester und Ensembles kamen aus Frankreich, Italien, Spanien, Russland, Finnland, England und Deutschland. Die Reihe „Immer jetzt“ zeigte die Musikstadt Köln in der Gegenüberstellung großer, in Köln uraufgeführter Werke wie Gustav Mahlers Fünfter oder Johannes Brahms’ Doppelkonzert und den zahlreichen Uraufführungen der MusikTriennale 2004 – darunter Mauricio Kagels Andere Gesänge und Thomas Witzmanns Um Formung. Die Reihe „Folklore Imaginaire“ versammelte für diese zeitgenössische Richtung des Jazz offene Musiker aus ganz Europa.

## MusikTriennale Köln 2007
Zwischen dem 27. April und dem 20. Mai 2007 fand die MusikTriennale Köln zum fünften Mal statt und hat erneut zahlreiche Musikerpersönlichkeiten sowie unterschiedliche Ensembles und Orchester nach Köln geführt. Das Veranstaltungsspektrum reichte dabei von Konzerten über Installationen, Einführungsveranstaltungen, Filmvorführungen und Ausstellungen bis zu kulinarischen Erkundungen. In mehr als 30 Spielstätten wurde auch der öffentliche Raum mit in das Festival einbezogen: Die Konzerte fanden nicht nur in den klassischen Spielstätten wie der Kölner Philharmonie, dem WDR-Funkhaus am Wallrafplatz oder dem Loft (James Choice Orchestra) statt, sondern auch an ungewohnten Orten wie z. B. der Kölner Seilbahn, dem Kulturbunker Mülheim oder dem Treppenhaus im Oberlandesgericht. In mehr als 150 Veranstaltungen widmete sich die MusikTriennale Köln 2007 unter dem Motto „un- vor- hergesehen“ dem Werk des Komponisten Luciano Berio, beschäftigte sich mit der vielseitigen musikalischen Ausdrucksweise Improvisation und konzentrierte sich an einem ganzen Wochenende auf die Musik Chinas von damals und heute. Erstmals fand auch die MusikTriennale 2–20 statt, die musikalische Angebote für Kinder und Jugendliche bereithielt.

### Künstlerische Leitung der MusikTriennale Köln 2007
Eine dreiköpfige künstlerische Leitung prägte die MusikTriennale Köln: Unter der Gesamtleitung von Louwrens Langevoort, dem Intendanten der Kölner Philharmonie und Geschäftsführer der KölnMusik GmbH, gestalteten Karl Karst, Programmchef von WDR 3 und Reiner Michalke, Leiter des Moers Festival und Chef des Stadtgarten, das Festivalprogramm. Bis einschließlich 30. September 2006 war Hans-Joachim Wagner als Musikreferent der Stadt Köln als Mitglied der Künstlerischen Leitung ebenfalls in die Programmplanung eingebunden. Weitere Unterstützung erhielt die künstlerische Leitung zudem vom Aufsichtsratsvorsitzenden der MusikTriennale Köln GmbH Hans-Georg Bögner.

## MusikTriennale Köln 2010
Die sechste und letzte Ausgabe des Festivals setzte sich mit dem Thema Heimat – heimatlos auseinander. In jeder Musik steckt Heimat und zwar die des Komponisten, die des Interpreten oder die des Hörers. Gustav Mahlers Werke beispielsweise sind geprägt von der Vielfalt seiner geografischen Bezüge. Andere Künstler wie Hanns Eisler verarbeiten in ihren Werken ihre Vergangenheit unter dem Nazi- oder DDR-Regime. Auch die aktuelle Heimatlosigkeit in Zeiten der Globalisierung wurde thematisiert.
Zum wiederholten Mal war die Idee in die Stadt hinauszugehen und dabei ein breites Spektrum an kulturellen Strömungen zu bieten. So konnten neben Konzerten auch Ausstellungen und Filmvorführungen besucht werden. Die MusikTriennale Lounge ermöglichte es, nach einem Konzert mit den Künstlern direkt ins Gespräch zu kommen. Ein wichtiger Programmbestandteil war erneut die MusikTriennale 2-20, die sich mit Konzerten und Workshops zum Thema Heimat und zeitgenössischer Musik um die musikalische Bildung des Nachwuchses kümmerte. Zum ersten Mal fand auch der Kompositionswettbewerb zur Förderung von Jung-Komponisten statt, der sich an alle Musik-Studenten richtete. Aus den Bewerbungen wurden drei Werke von einer Fach-Jury ausgewählt und von Ensembles für Neue Musik in einem Finalkonzert uraufgeführt.
Den Höhepunkt des Festivals bildete die Uraufführung des Gesamtzyklus von Karlheinz Stockhausens letztem großen Werk KLANG, das in Form eines Wandelkonzertes an 9 verschiedenen Spielstätten an zwei Tagen aufgeführt wurde. Unter dem Motto Musik ergehen statt aussitzen wurde es vom Ensemble musikFabrik und zahlreichen Gastmusikern interpretiert.
Es war das letzte Festival dieser Konstellation. Die künstlerische Leitung berief daraufhin ein neues Festival ein – Acht Brücken | Musik für Köln, welches seit dem Jahr 2011 jährlich Anfang Mai stattfindet.